# Lihiman
Lihiman est une île des Philippines, située dans la région autonome en Mindanao musulmane,,,,, le Bangsamoro depuis 2019.

## Histoire
Lihiman fait partie de la province insulaire de Tawi-Tawi et l’archipel des Turtle Islands, un groupe isolé de neuf îles situées dans la mer de Sulu, à l’extrémité sud-ouest du pays, à environ 1000 kilomètres au sud-ouest de Manille et à 40 kilomètres au nord de Sandakan, dans l’État de Sabah. Six des neuf îles se trouvent aux Philippines, tandis que les trois autres se trouvent en Malaisie, séparées par la frontière maritime, fixée par un traité international, entre les Philippines et la Malaisie. Les six îles du côté philippin (Boaan, Lihiman, Langaan, Great Bakkungan, Taganak et Baguan) couvrent environ 308 hectares de terres et sont regroupées en une seule municipalité. Leur population était de 3772 habitants au recensement de 2010.
Les îles, ainsi que Cagayan de Tawi-Tawi, étaient autrefois détenues par le Royaume-Uni qui administrait à l’époque l’État voisin de Bornéo du Nord (l’actuel État de Sabah en Malaisie) en tant que protectorat britannique. À la suite du traité signé à la Société des Nations le 2 janvier 1930 entre les États-Unis, qui contrôlaient les Philippines, et le Royaume-Uni concernant les frontières territoriales, le Royaume-Uni a cédé sept des Turtle Islands et Cagayan de Tawi-Tawi aux États-Unis. Les îles sont passées sous la souveraineté philippine lors de la reconnaissance par les États-Unis de l’indépendance des Philippines le 4 juillet 1946.

## Géographie et géologie
Lihiman a une superficie d’environ 29 hectares, soit à peu près la même superficie que Baguan. Elle est en forme de têtard, allongée dans la direction nord-est / sud-ouest. La partie circulaire à l’extrémité nord-est a été construite par l’extrusion d’un volcan de boue. L’extrémité nord-est de Lihiman est bordée d’un rivage rocheux, tandis qu’une partie au sud-est est bordée d’une plage de galets, de gravier et de rochers. Une plage de sable domine sur les rives sud et ouest.
Aux Philippines, les volcans de boue n’existent que sur les Turtle Islands. La présence de ces formations est évidente sur trois des îles : Lihiman, Great Bakkungaan et Boaan (ou Boan). Les collines de ces îles sont principalement des volcans de boue,,. Sur l’île de Great Bakkhungan, de la boue grise s’écoule tranquillement de l’évent, de manière pulsée accompagnée de bouillonnements de gaz. Sur l’île de Boan, l’extrusion de boue a cessé depuis un certain nombre d’années. Par rapport aux deux autres îles, sur Lihiman se produisent des extrusions plus violentes de boue, mélangée à de gros morceaux de roches qui ont créé un cratère de 20 m de large sur la partie vallonnée de l’île. De telles extrusions sont accompagnées de légers tremblements de terre, et en raison de son caractère explosif, des preuves de matériaux extrudés peuvent être trouvées en haut des arbres environnants, ce qui montre la haute pression à laquelle la boue est évacuée. En raison de l’énorme volume de matériaux déchargés, une voie de drainage a été creusée sur le versant nord de la colline menant à la mer,,. L’envasement de la rive nord est évident. Un dépôt de limon gris, de la même couleur que la boue provenant du volcan de boue, est observée dans l’estran. Des extrusions de boue sous-marine au large de l’île ont également été observées par les résidents locaux,,,. 
On note la présence d’eau souterraine dans la plaine sablonneuse. De nombreux puits peu profonds ont été creusés comme source d’eau pour les parcelles agricoles cultivées par les habitants. 

## Climat
Le meilleur mois pour visiter Lihiman est mai, avec une température moyenne de 29° C et une moyenne de 70 mm de pluie. Le moins conseillé est octobre, avec une température moyenne similaire (28° C) mais 200 mm de précipitations.

## Nature
Lihiman fait partie de l’aire protégée des Turtle Islands (TIHPA), qui est considérée comme le plus grand lieu de nidification des tortues marines dans la zone ASEAN. En 2014, seuls 10 sites de nidification de tortues marines ont été reconnus. En réponse au déclin de la population mondiale de tortues marines, l’Union internationale pour la conservation de la nature a décidé de déclarer toutes les espèces de tortues marines en voie de disparition. Les Turtle Islands sont aujourd’hui le seul lieu de nidification naturel majeur pour les tortues vertes dans toute l’Asie du Sud-Est. Les îles sont visitées par plus de 2 000 tortues qui viennent pondre chaque année, ce qui en fait un lieu de nidification majeur pour les tortues marines, notamment les tortues vertes et les tortues imbriquées. Les œufs de tortue ont une valeur culturelle et économique à Tawi-Tawi. Cela a entraîné une collecte excessive d’œufs dans la région, en particulier à Baguan.
Le 31 mai 1996, les Philippines et la Malaisie ont signé un protocole d’accord pour déclarer les Turtle Islands zone protégée, la première aire protégée transfrontalière pour les tortues marines dans le monde, afin de garantir l’existence continue des tortues marines et de leurs sites de nidification dans les Turtle Islands. L’aire protégée transfrontalière comprend neuf îles, trois îles du côté malaisien et six îles du côté philippin : Baguan, Bakkungan, Boan, Langaan, Lihiman et Taganak. Quatre des six îles sont habitées. L’ensemble de la zone protégée a une superficie totale de 242 967 hectares (2 429,67 km2). Les deux complexes insulaires sont protégés par les lois nationales. Les trois îles du côté malaisien ont été érigées en parc marin, le Turtle Island Park (TIP), et les anciens résidents ont été réinstallés ailleurs. Les six îles philippines forment le Turtle Islands Wildlife Sanctuary (TIWS). L’une des îles, Baguan, a été déclarée un sanctuaire de tortues marines en 1982 (DENR MRN AO 8, art. 1982). Les autres îles ont également été déclarées zone protégée en 1999, sous la juridiction de gestion du ministère de l’Environnement et des Ressources naturelles (DENR), par la Proclamation présidentielle no 171, qui a établi le TIWS dans le cadre du National Integrated Protected Areas System (NIPAS) des Philippines.